# Piłsudy
Piłsudy – dawna wieś na Białorusi. Leżała na północ od wsi Skomoroszki i na wschód od Kiełbasina. Od 2008 roku w granicach miasta Grodno. Obecnie nie istnieje, jest to teren niezabudowany.
W latach 1921–1939 wieś Piłsudy należała do gminy Hornica (której siedzibą była Kopciówka) w ówczesnym województwie białostockim. 16 października 1933 utworzyła gromadę Piłsudy w gminie Hornica. Po II wojnie światowej weszła w struktury ZSRR.
24 kwietnia 2008 roku tereny te, wraz w pobliskim wsiami, zostały przyłączone do Grodna.
W II RP osadnikami wojskowymi Piłsud byli: Bronisław Bohaterewicz i Jerzy Szurig.